# CBJ-MS PDW
CBJ-MS PDW (PDW англ. Personal defense weapon «Персональное оружие самообороны») — шведский пистолет-пулемёт калибра 6,5×25 мм CBJ-MS, спроектированный шведской компанией CBJ Tech AB.

## История
Пистолет-пулемёт CBJ-MS PDW был разработан шведской компанией CBJ Tech AB. В начальный период разработки пистолет-пулемёт был известен как Saab Bofors Dynamics CBJ-MS PDW, так как проект  финансировал концерн «Saab Bofors Dynamics» в соответствии с контрактом с Вооруженными силами Великобритании. После отказа англичан от проекта разработка и производство CBJ-MS PDW осталась за компанией CBJ Tech AB

## Описание
Пистолет-пулемет CBJ-MS PDW использует автоматику на основе отдачи ствола при свободном затворе. Ударно-спусковой механизм допускает ведение стрельбы очередями и одиночными выстрелами, при этом выбор режимов огня осуществляется силой нажатия на спусковой крючок: сильное — стрельба очередью; слабое — стрельба одиночными.
CBJ-MS PDW может быть переоборудован для стрельбы одним из двух типов боеприпасов, 6,5х25 мм CBJ-MS или 9x19 мм Парабеллум. Для этого предусмотрен быстросъёмный ствол, который крепится накидной гайкой на ствольной коробке. CBJ-MS PDW со стволом под калибр 6,5 мм является армейским вариантом, а вариант под калибр 9 мм стоит на вооружении правоохранительных органов. 
Главной особенностью этого пистолета-пулемёта является использование патрона 6,5х25 мм CBJ-MS с подкалиберной бронебойной пулей в пластиковом поддоне. Диаметр пули, выполненной из вольфрамового сплава, составляет всего 4 мм при массе в 2 г. Благодаря этому разработчикам удалось достичь большой эффективной дальности, высокой настильности стрельбы и хорошей бронепробиваемости. Так на дистанции 230 метров пуля патрона 6,5x25 мм CBJ-MS гарантированно пробивает имитатор бронежилета типа CRISAT, а на дистанции 50 метров пуля пробивает 7-мм бронелист.
Прицельные приспособления состоят из перекидного диоптрического целика и мушки. Имеется два типа магазинов к пистолету-пулемёту CBJ-MS PDW: двухрядные, коробчатые, емкостью 30 и 20 патронов; барабанные с длинной горловиной, на 100 патронов. Оружие снабжено выдвижным плечевым упором из стальной проволоки. На ствольной коробке сверху размещается направляющая Пикатинни для крепления на оружие различных коллиматорных и оптических прицелов.

## Основные характеристики[1]
- Калибр: 6,5×25mm CBJ, 9×19 мм (9mm Parabellum)
- Длина оружия: 565/363 мм (535/333 для 9 мм варианта)
- Длина ствола: 200 мм (170 для 9 мм варианта)
- Ширина оружия: 44 мм
- Масса без патронов: 2,8 кг.
- Темп стрельбы: 700 выстр./мин
- Емкость магазина: 20, 30 или 100 патронов